# Anabropsis aptera
Anabropsis aptera är en insektsart som först beskrevs av Brunner von Wattenwyl 1888.  Anabropsis aptera ingår i släktet Anabropsis och familjen Anostostomatidae. Inga underarter finns listade i Catalogue of Life.